# Demetrios III
Demetrios III, död 88 f.Kr., var kung i det seleukidiska riket i Syrien 95 f.Kr. 
Han var son till kung Antiochos VIII Grypos och Tryphaena av Egypten. Han kunde etablera sig som kung över Södra Syrien med stöd av Ptolemaios IX av Egypten år 95 med bas i Damaskus. Han förde vid ett tillfälle krig mot den judiske kungen Alexander Jannaeus. Han försökte sedan besegra sin bror Philipp I Philadelphos, men tillfångatogs av partherna och hölls sedan i fångenskap i Parthien till sin död. 